# 密绒亚菊
密绒亚菊（学名：Ajania sericea）为菊科亚菊属的植物，是中国的特有植物。分布于中国大陆的云南等地，目前尚未由人工引种栽培。